# Фробишър
Езерото Фробишър (на английски: Frobisher Lake) е 10-о по големина езеро в провинция Саскачеван. Площта му, заедно с островите в него е 516 км2, която му отрежда 90-о място сред езерата на Канада. Площта само на водното огледало без островите е 397 км2. Надморската височина на водата е 421 м.
Езерото се намира в западната част на провинция Саскачеван на 10 км северно от езерото Чърчил. Обемът на водната маса е 2,18 км3. Средна дълбочина 5,5 м, а максимална – 19 м. От ноември до май езерото е покрито с дебела ледена кора.
Фробишър има изключително силно разчленена брегова линия с дължина от 424 км (без островите в него), със стотици ръкави, заливи, полуострови и острови (Пайнско, Уейписко, Уоскуей, Катеран, Кели, Крамп, Поплуел, Ефреймсън и др.) с площ от 119 км2, която представлява близо 1/4 от цялата площ на езерото.
Площта на водосборния му басейн е 4921 km2, като в езерото се вливат множество малки реки. От север в езерото се влива 1-километрова река, изтичаща от езерото Търнър, а на юг чрез проток се свързва с езерото Чърчил, което се намира на същата надморска височина като Фробишър.
Езерото е открито през 1770-те години от трапери и търговци на ценни животински кожи, служители на „Компанията Хъдсънов залив“. По късно, през 1790 – 1792 г. канадският топограф и картограф на „Компанията“ Филип Търнър, му извършва първото топографско заснемане и картографиране и открива разположеното северно от него езеро Търнър, наименувано в негова чест.